# Coulmier-le-Sec
Coulmier-le-Sec est une commune française située dans le canton de Châtillon-sur-Seine du département de la Côte-d'Or, en région Bourgogne-Franche-Comté.

## Géographie

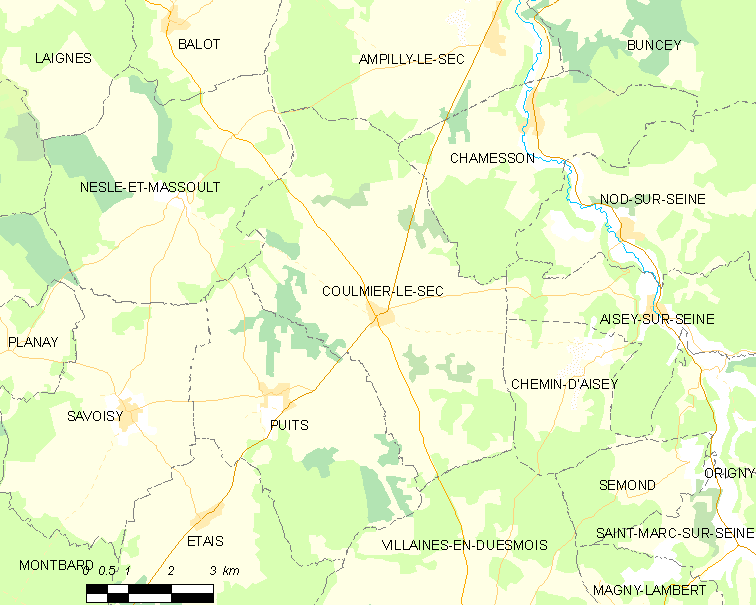

La commune de Coulmier-le-Sec couvre une superficie de 32 km2 et est située entre 258 et 371 mètres d'altitude.

### Accessibilité
Coulmier-le-Sec est située sur la départementale 980 reliant Châtillon-sur-Seine à Cluny.
La commune est desservie par la ligne de cars reliant Châtillon-sur-Seine à la gare de Montbard (TGV).

### Climat
Pour des articles plus généraux, voir Climat de la Bourgogne-Franche-Comté et Climat de la Côte-d'Or.
En 2010, le climat de la commune est de type climat des marges montargnardes, selon une étude du Centre national de la recherche scientifique s'appuyant sur une série de données couvrant la période 1971-2000. En 2020, Météo-France publie une typologie des climats de la France métropolitaine dans laquelle la commune est exposée à un climat océanique altéré et est dans la région climatique  Lorraine, plateau de Langres, Morvan, caractérisée par un hiver rude (1,5 °C), des vents modérés et des brouillards fréquents en automne et hiver. 
Pour la période 1971-2000, la température annuelle moyenne est de 10 °C, avec une amplitude thermique annuelle de 16,3 °C. Le cumul annuel moyen de précipitations est de 901 mm, avec 12,6 jours de précipitations en janvier et 8,3 jours en juillet. Pour la période 1991-2020, la température moyenne annuelle observée sur la station météorologique de Météo-France la plus proche, « Châtillon/Seine », sur la commune de Châtillon-sur-Seine à 13 km à vol d'oiseau, est de 10,8 °C et le cumul annuel moyen de précipitations est de 832,8 mm,. Pour l'avenir, les paramètres climatiques de la commune estimés pour 2050 selon différents scénarios d'émission de gaz à effet de serre sont consultables sur un site dédié publié par Météo-France en novembre 2022.

## Urbanisme

### Typologie
Au 1er janvier 2024, Coulmier-le-Sec est catégorisée commune rurale à habitat dispersé, selon la nouvelle grille communale de densité à 7 niveaux définie par l'Insee en 2022.
Elle est située hors unité urbaine. Par ailleurs la commune fait partie de l'aire d'attraction de Châtillon-sur-Seine, dont elle est une commune de la couronne,. Cette aire, qui regroupe 60 communes, est catégorisée dans les aires de moins de 50 000 habitants,.

### Occupation des sols
L'occupation des sols de la commune, telle qu'elle ressort de la base de données européenne d’occupation biophysique des sols Corine Land Cover (CLC), est marquée par l'importance des territoires agricoles (67,7 % en 2018), une proportion sensiblement équivalente à celle de 1990 (67,1 %). La répartition détaillée en 2018 est la suivante : terres arables (67,3 %), forêts (31,4 %), zones urbanisées (0,9 %), zones agricoles hétérogènes (0,3 %). L'évolution de l’occupation des sols de la commune et de ses infrastructures peut être observée sur les différentes représentations cartographiques du territoire : la carte de Cassini (XVIIIe siècle), la carte d'état-major (1820-1866) et les cartes ou photos aériennes de l'IGN pour la période actuelle (1950 à aujourd'hui).

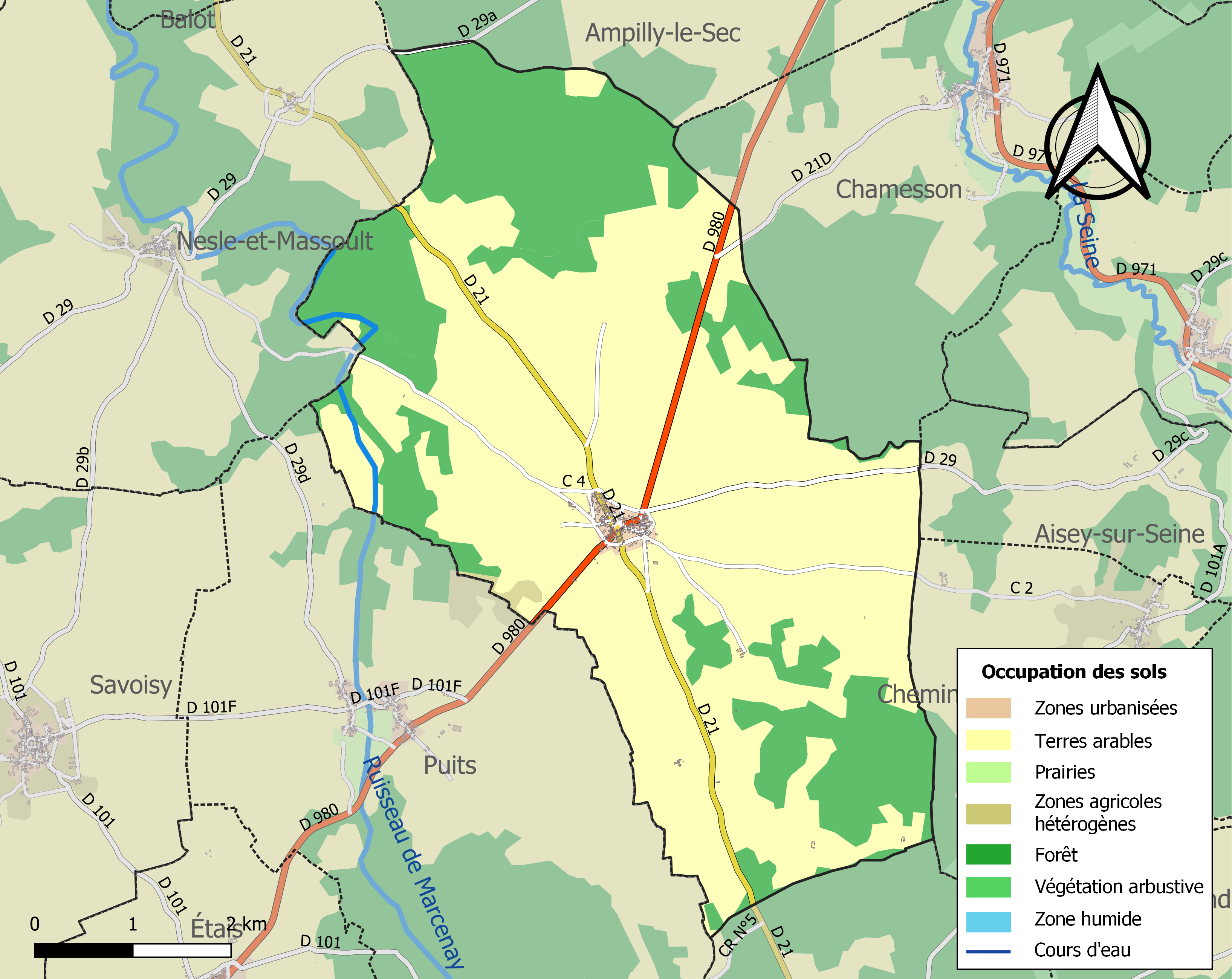
Carte des infrastructures et de l'occupation des sols de la commune en 2018 (CLC).

## Histoire

### Préhistoire et Antiquité
Le peuplement précoce du territoire a laissé des traces anciennes, notamment le menhir de la Grande Borne classé depuis 1889 et remontant à l'ère néolithique. Les vestiges gallo-romains sont également abondants.

### Moyen Âge
Marqué par l'histoire du duché de Bourgogne jusqu'à son retour à la couronne de France. Ses habitants sont affranchis dès 1242 et autorisés à chasser « à cor et à cri » sur leur territoire.

### Les Templiers et les Hospitaliers
Coulmier abrite une maison des Templiers qui est devenu une commanderie hospitalière lors de la dévolution des biens de l'ordre du Temple aux Hospitaliers de l'ordre de Saint-Jean de Jérusalem.

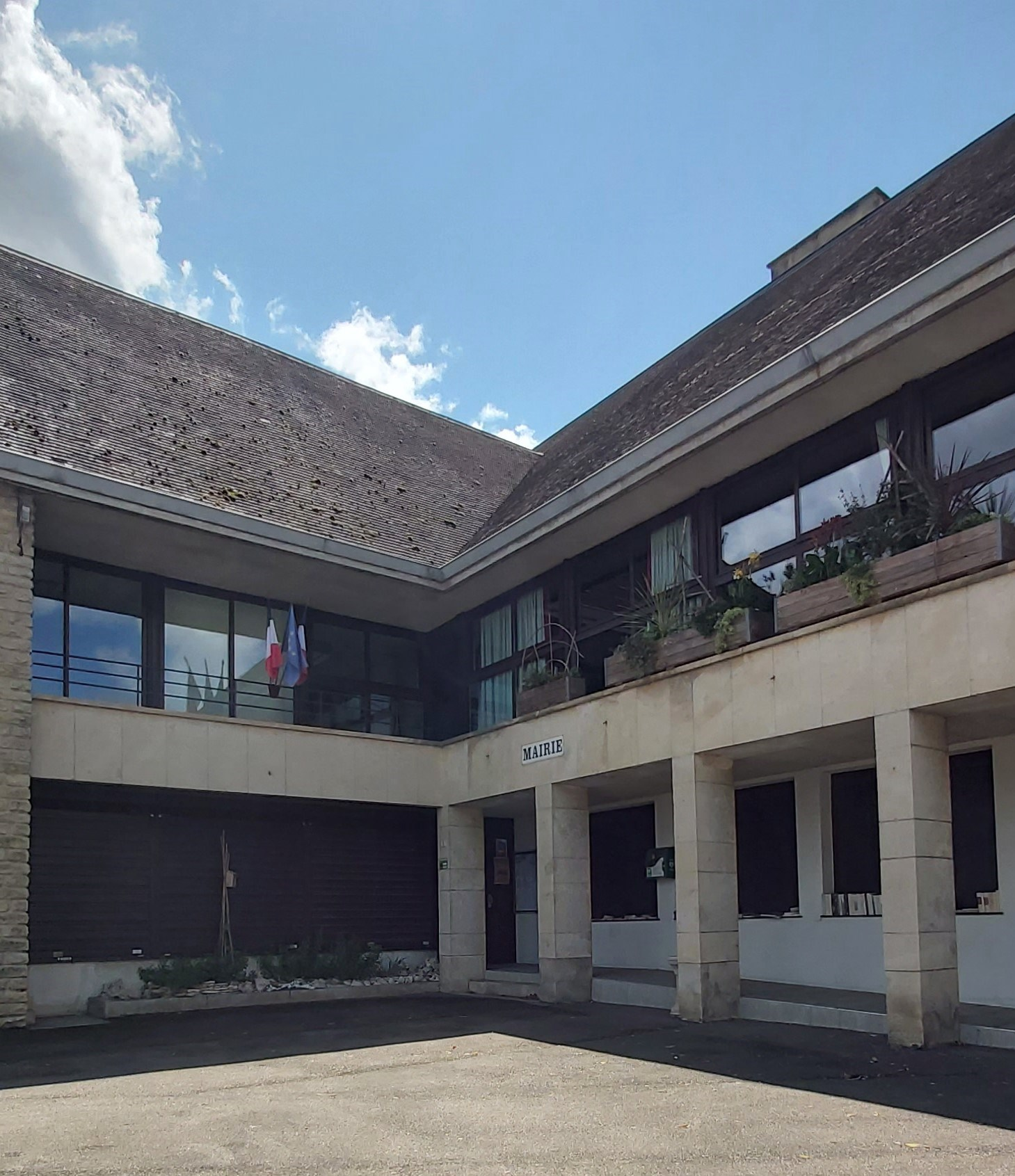
La mairie

## Politique et administration
| Période                                  | Période  | Identité         | Étiquette | Qualité   |
| ---------------------------------------- | -------- | ---------------- | --------- | --------- |
| mars 2001                                | 2014     | Annie Joubert    |           |           |
| mars 2014                                | 2020     | Chantal Coulange |           | Retraitée |
| 2020                                     | En cours | Lydie Martin     |           |           |
| Les données manquantes sont à compléter. |          |                  |           |           |

## Démographie
L'évolution du nombre d'habitants est connue à travers les recensements de la population effectués dans la commune depuis 1793. Pour les communes de moins de 10 000 habitants, une enquête de recensement portant sur toute la population est réalisée tous les cinq ans, les populations de référence des années intermédiaires étant quant à elles estimées par interpolation ou extrapolation. Pour la commune, le premier recensement exhaustif entrant dans le cadre du nouveau dispositif a été réalisé en 2005.

En 2022, la commune comptait 240 habitants, en évolution de −8,4 % par rapport à 2016 (Côte-d'Or : +0,82 %, France hors Mayotte : +2,11 %).
| 1793 | 1800 | 1806 | 1821 | 1831 | 1836 | 1841 | 1846 | 1851 |
| ---- | ---- | ---- | ---- | ---- | ---- | ---- | ---- | ---- |
| 532  | 591  | 543  | 617  | 637  | 647  | 639  | 650  | 721  |

| 1856 | 1861 | 1866 | 1872 | 1876 | 1881 | 1886 | 1891 | 1896 |
| ---- | ---- | ---- | ---- | ---- | ---- | ---- | ---- | ---- |
| 669  | 656  | 624  | 580  | 545  | 517  | 513  | 508  | 489  |

| 1901 | 1906 | 1911 | 1921 | 1926 | 1931 | 1936 | 1946 | 1954 |
| ---- | ---- | ---- | ---- | ---- | ---- | ---- | ---- | ---- |
| 436  | 423  | 425  | 400  | 410  | 402  | 405  | 367  | 363  |

| 1962 | 1968 | 1975 | 1982 | 1990 | 1999 | 2005 | 2006 | 2010 |
| ---- | ---- | ---- | ---- | ---- | ---- | ---- | ---- | ---- |
| 356  | 336  | 307  | 304  | 286  | 254  | 272  | 273  | 271  |

| 2015 | 2020 | 2022 | - | - | - | - | - | - |
| ---- | ---- | ---- | - | - | - | - | - | - |
| 265  | 240  | 240  | - | - | - | - | - | - |

## Lieux et monuments
- Eglise Saint-Germain-d'Auxerre[18]  Classé MH (1941)[19]
- Maison des Templiers[20]  Classé MH (1945)[21].
- Menhir de la Grande Borne remontant à l'ère néolithique[22]  Classé MH (1989)[23].

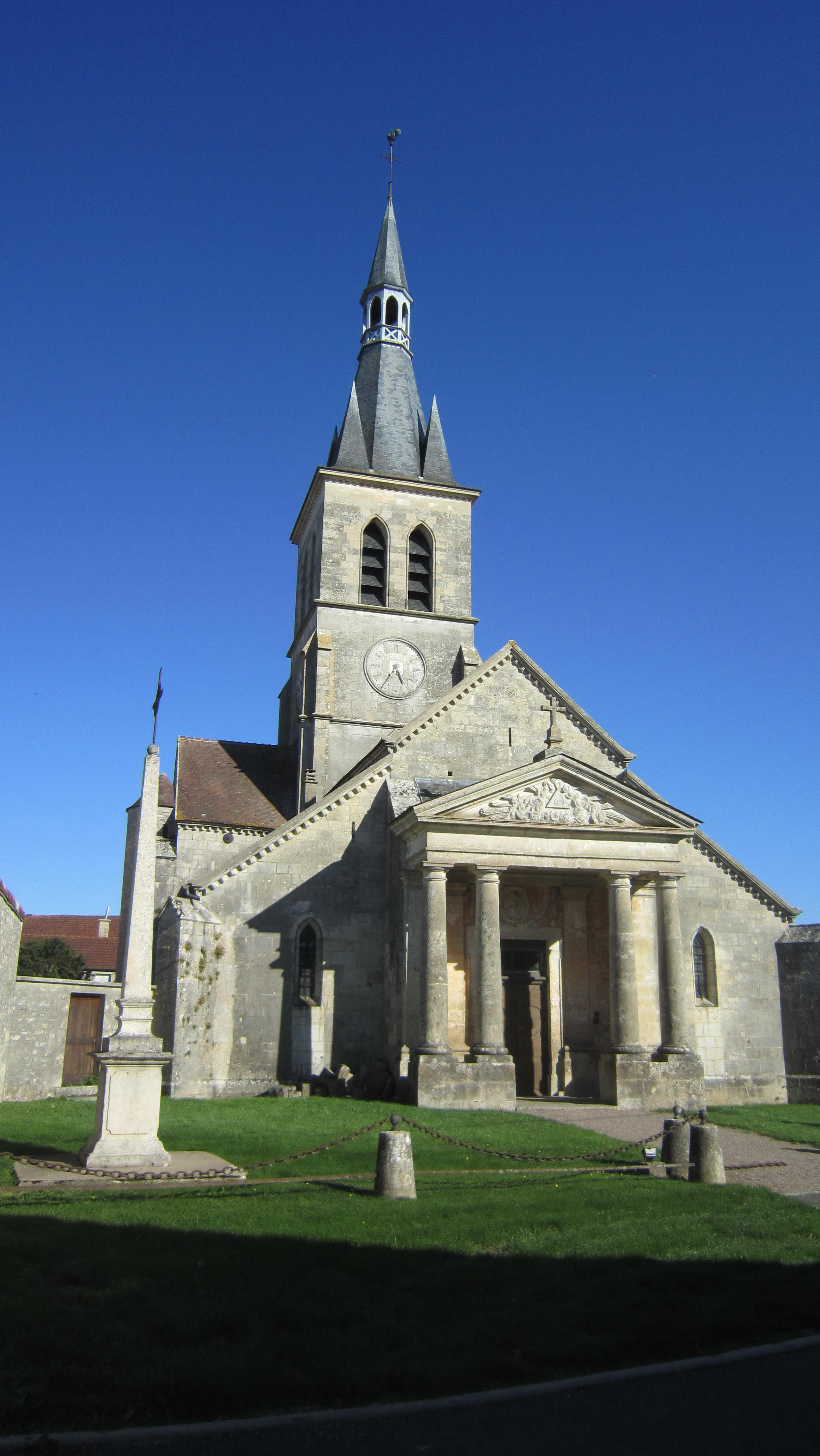
L’église Saint-Germain.
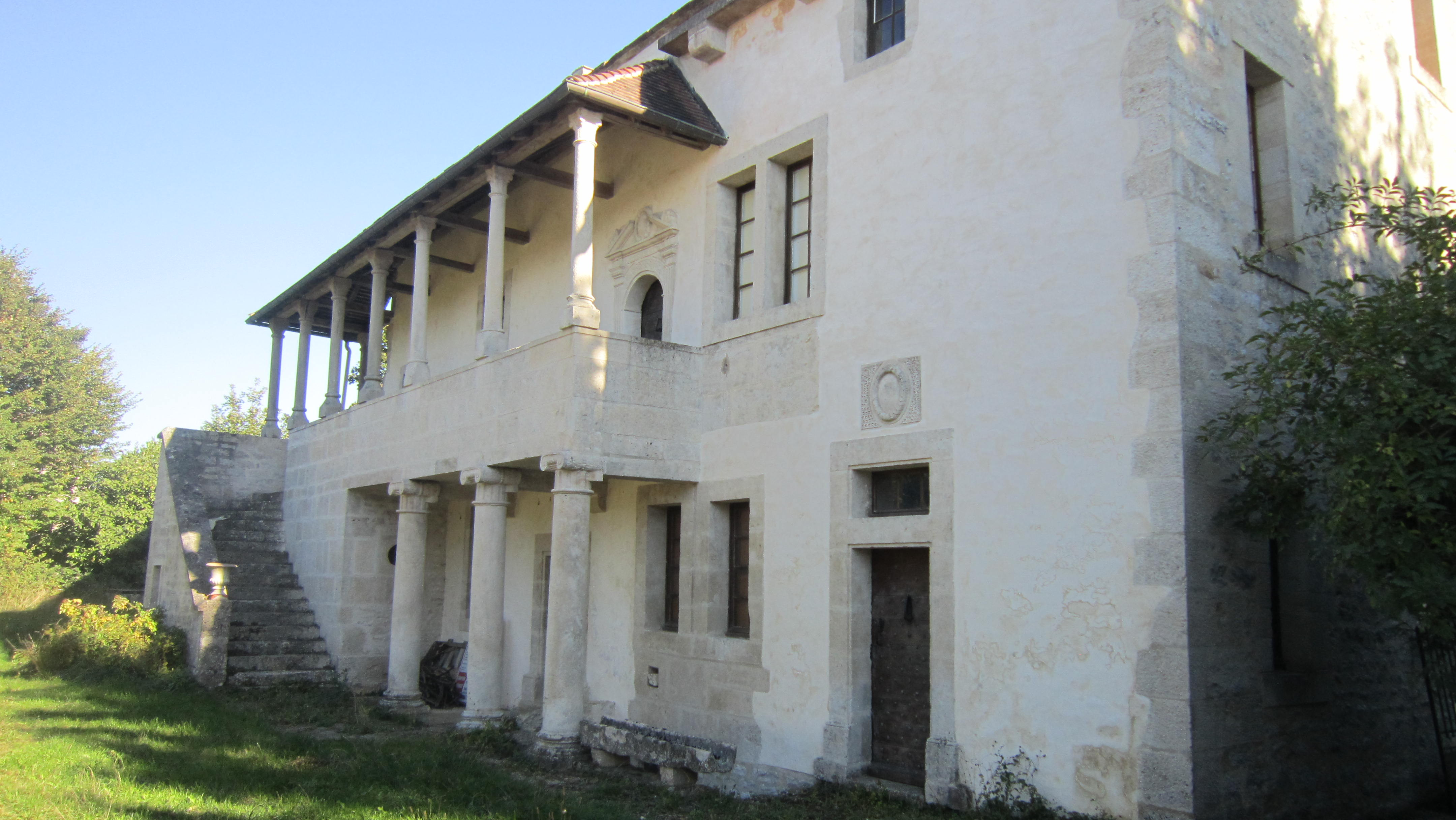
La maison des Templiers.
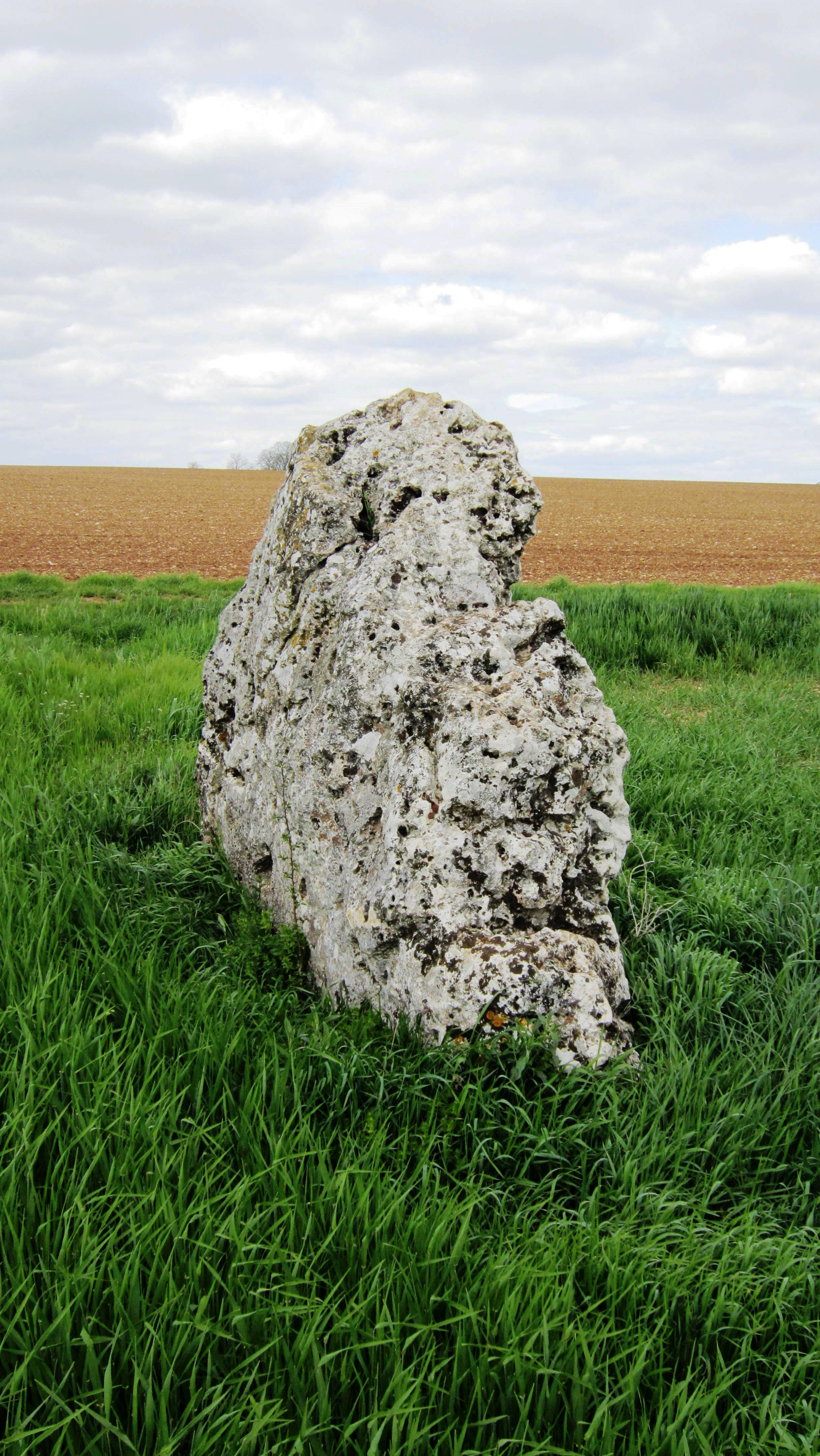
Le menhir de la Grande borne.
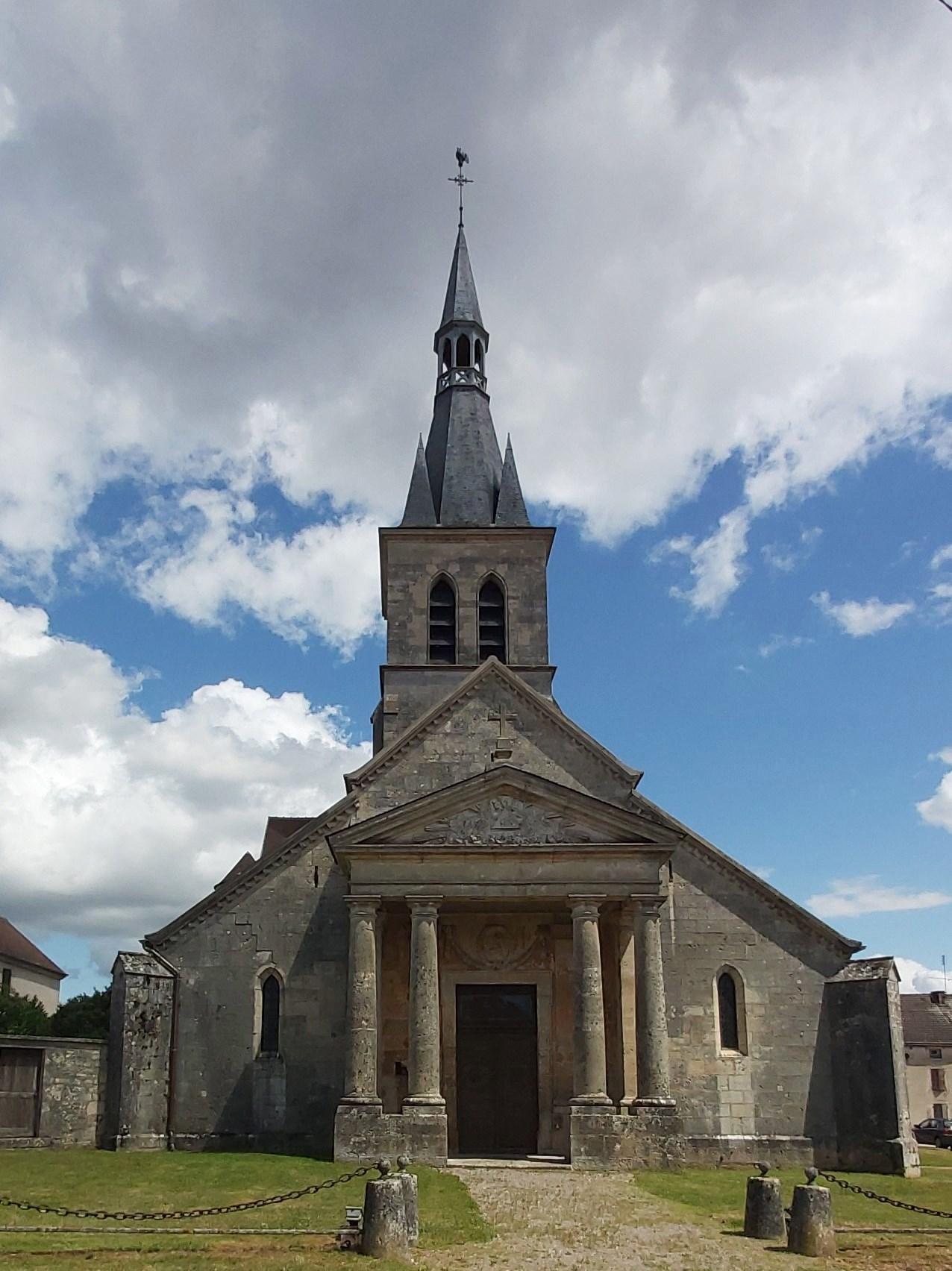
L'église Saint-Germain-d'Auxerre - Entrée principale
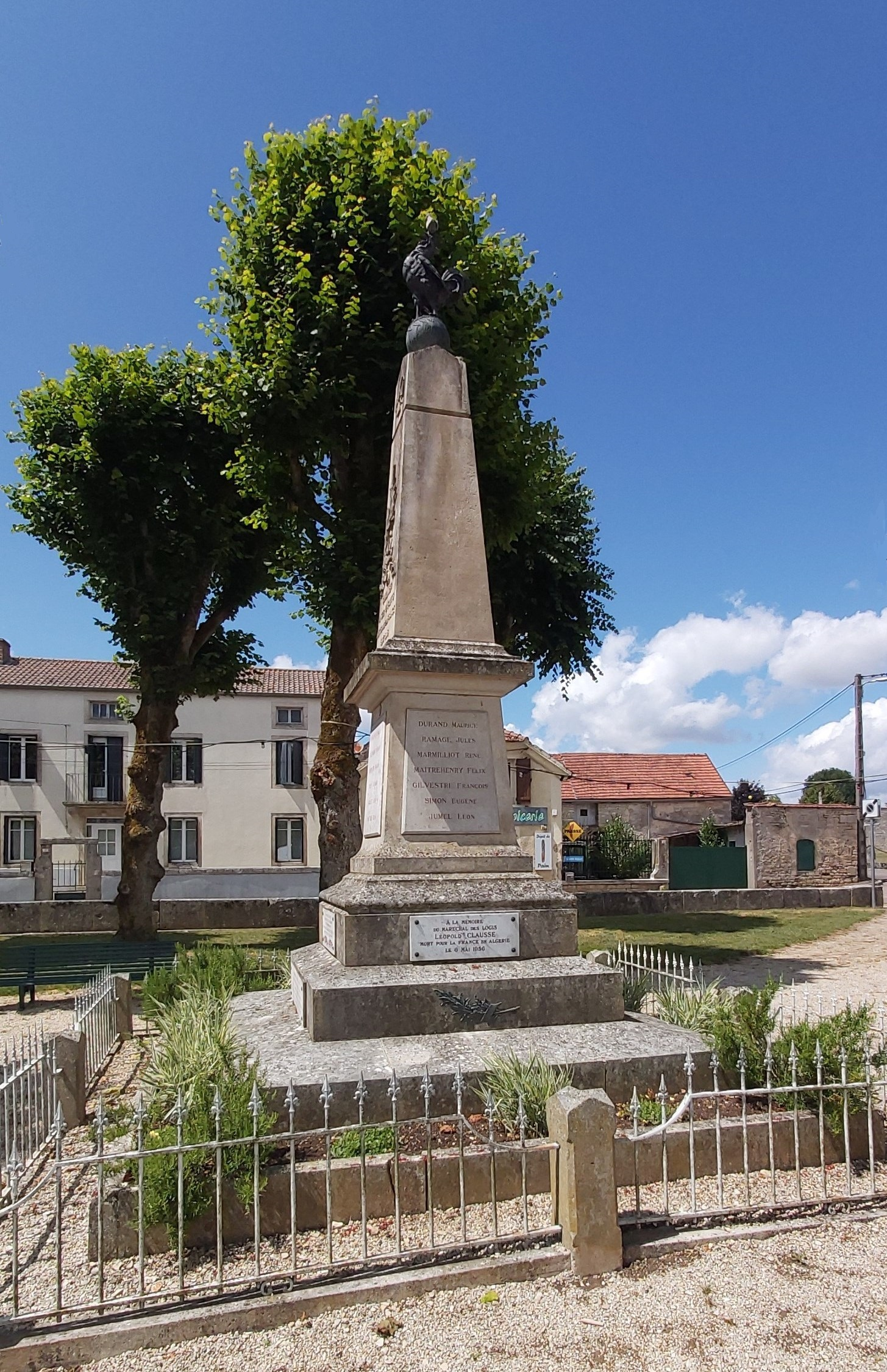
Le monument aux morts

## Héraldique
| Blason | Blasonnement : D'azur au chevron d'or accompagné de trois molettes d'or, disposées 2 et 1, au chef de gueules chargé de trois coquilles d'argent. |